# Basch Andor

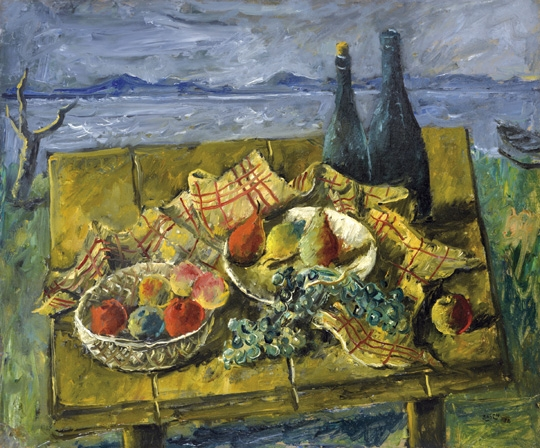
Tóparti csendélet

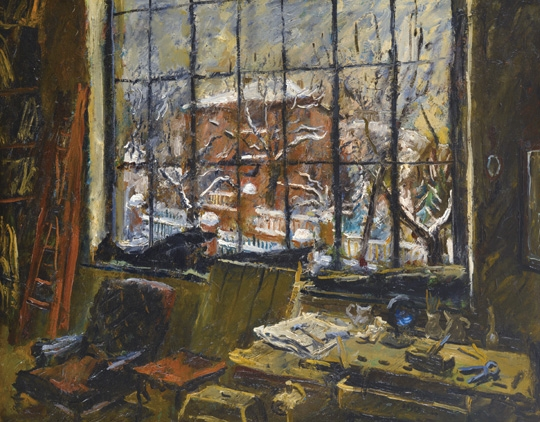
Műteremablak

Basch Andor, Basch Andor Fülöp (Budapest, 1885. május 19. – Budapest, 1944. június 24.) magyar festőművész. Basch Gyula festőművész fia.

## Élete
Jómódú budapesti zsidó családban született. Anyja Krausz Róza (Terézia); apja Basch Gyula, korának neves életkép- és arcképfestője volt. Basch Andor katolikus gimnáziumban érettségizett, miután 1899-ben kikeresztelkedett. A budapesti Mintarajziskolában az akadémikus stílust képviselő Zemplényi Tivadar tanítványa volt. 1904-től Párizsban folytatta művészeti tanulmányait, ahol a híres Julian Akadémián Jean-Paul Laurens-nál tanult és egy évet Henri Matisse magániskolájában töltött. 1908-ban Nagybányára ment, ott három évig a festőiskola egyik meghatározó egyénisége, Ferenczy Károly volt a mestere. Az első világháború idején ún. hadifestő volt.
Először 1919-ben mutatkozott be képeivel egy közös kiállításon az Ernst Múzeumban. A következő néhány évben bejárta Olaszországot, majd 1925-ben Párizsba költözött. Rendszeresen részt vett kiállításokon, képeit sikerült eladnia, anyagi és erkölcsi elismerésben egyaránt része volt. Saját stílusát nehezen találta meg; egy időre elvonult a „képzőművészeti boszorkánytánc” (írta egy levelében) és a fővárosi életmód elől Dél-Franciaországba, majd 1931-ben „egy gyűjteményes kiállításon bemutatkozott Párizsban a poraiból felélemedett Basch Andor. Megcsinálta a maga kis privát forradalmát.” – írta egy korabeli méltatója, Kelen Imre.
A gazdasági válság miatt 1932-ben hazatért és Budapesten telepedett le. A hazai képzőművészeti élettől visszahúzódva élt, de budapesti és külföldi kiállításokon továbbra is szerepelt képeivel. Tagja volt a Gresham-körnek és az 1940-es évek elején a KÚT művészcsoportnak.
Bár nem tartotta magát zsidónak, hiszen 14 éves korában megkeresztelkedett, az ún. zsidótörvények értelmében zsidónak minősült. Az ország német megszállása után kibontakozó zsidóüldözés idején, 1944. június 24-én fejlövéssel véget vetett életének. Öngyilkosságba menekült a zsidó sors elől – írta róla S. Nagy Katalin. Felesége Guttmann Erzsébet volt.
Kevéssel öngyilkossága előtt festett Önarcképe (1944) „egy tiszta embernek elkomorult, lírai vallomása a gyűlölettel teli gyilkos világ szörnyűségei közepette.” Emlékkiállítását 1965-ben rendezték meg a Magyar Nemzeti Galériában.

## Önálló kiállításai
- 1921 Amszterdam és Helsingfors
- 1922 Stockholm
- 1926 Brüsszel
- 1929 Nürnberg
- 1931 Párizs és Zürich
- 1932 Budapest, Ernst Múzeum
- 1937 Bécs
- 1941 Budapest, Tamás Galéria (40 festménye)
- 1943 Budapest, Tamás Galéria (36 festménye)